# Вендетта (роман)
«Венде́тта» (фр. La Vendetta) — произведение французского писателя Оноре де Бальзака, написанное в 1830 году. Это восьмое произведение из сцен частной жизни, впоследствии вошедшее в собрание сочинений «Человеческая комедия». Роман был впервые опубликован в 1830 году. В 1842 году оно появилось в первом издании «Человеческой комедии».
Бальзака, возможно, вдохновил написать «Вендетту» Проспер Мериме, в новелле которого «Маттео Фальконе», также была реализована сцена мести корсиканских семей.

## История
Рукопись «Вендетты», которая сохранилась в Институте Франции в Париже, состоит из трех частей: L’Atelier (Мастерская художника), La Désobéissance (акт неповиновения) и Le Mariage («Женитьба»). Роман был закончен в Париже в январе 1830.
Первое издание «Вендетты» было опубликовано в апреле 1830 года, позже появилось сразу после предисловия, в первом томе двухтомного сборника из романов Бальзака «Сцены частной жизни», ещё до начала работ «Человеческой комедии». Работа была разделена на пролог и 4 раздела, озаглавленных: L’Atelier, La Désobéissance, Le Mariage и Le Châtiment (наказания).
В мае 1832 издательство «Mame et Delaunay-Vallée» напечатало второе издание. В настоящее время собрание «Сцен частной жизни» возросло до четырёх томов. «Вендетта» сохранила своё место сразу же после предисловия в первом томе.

## Сюжет
Художница Джиневра Пьомбо, дочь близкого к Наполеону богатого корсиканца Бартоломео ди Пьомбо, влюбляется в Луиджи Порта — также преданного Наполеону молодого офицера, после второго восстановления Людовика XVIII вынужденного скрываться в мастерской учителя Джиневры Сервена. Луиджи Порта — сирота. При его знакомстве с родителями Джиневры выясняется, что между семьями Пьомбо и Порта была вендетта, отец Луиджи убил всех братьев и сестер Джиневры, а в ответ Бартоломео Пьомбо убил всю семью шестилетнего тогда Луиджи. Лишь случайно Луиджи удалось тогда выжить. Отец Джиневры категорически против того, чтобы дочь выходила замуж, но дочь с корсиканским упорством настаивает на своем и все-таки венчается с Луиджи. Поначалу самостоятельная жизнь Луиджи и Джиневры без помощи родителей вроде бы налаживается, но со временем их дела ухудшаются, а после рождения ребёнка они испытывают сильную нужду. В результате через три года после свадьбы от голода умирает ребёнок, за ним Джиневра, а затем Луиджи идет с косами Джиневры в дом Бартоломео и там тоже умирает на глазах у матери уже собравшейся простить дочь упрямого отца.

## Создание
Открывал собой первое издание «Сцен частной жизни», выпущенное в 1830 году в Париже. В этой версии произведение состояло из краткого вступления и четырёх глав : 1. «Ателье художника»; 2. «Непослушание»; 3. «Замужество»; 4. «Возмездие». 
Глава «Ателье художника» была опубликована за несколько дней до выхода книги в еженедельном журнале «Силует». При включении произведения в первое издание «Человеческой комедии» 1842 года, Бальзак внёс в него незначительные редакционные изменения.

## В России
Существует ряд переводов книги:
- Мщение. Эпизод из летописей современной жизни. Пер. Н. П[авлова].-- «Телескоп», 1831, ч. 2, No 5, с. 75—86; No 6, с. 168—233; No 7. с. 313—351; No 8, с. 471—510. Без подписи.
- Вендетта. Из сцен домашней жизни.-- В кн.: Сорок одна повесть лучших иностранных писателей. Изд. Н. Надеждиным. Ч. 1. М., 1836, с. 1-204,
- Наследственная месть. (La Vendetta). Пер. В. Б. и Л. К.-- В кн.: Бальзак О. Сцены из частной жизни, изд. г. Бальзаком. Ч. 1. СПб., 1832, с. 1—231.
- Корсиканская месть. Пер. А. Ю. Львович-Кострицы.-- В кн.: Бальзак О. Собр. соч. В 20-ти т. Т. 17. СПб., 1899, с. 158—218.
- Вендетта. Пер. В. А. Розеншильд-Паулина.-- В кн.: Бальзак О. Избранные произведения. Под общ. ред. А. Г. Горнфельда. Вып. 7. Л., 1930, с. 3-84.
- Вендетта. Пер. М. Надеждиной.-- В кн.: Бальзак О. Собр. соч. В 15-ти т. T. 1. Человеческая комедия. Сцены частной жизни. [Пер. под ред. Н. Немчиновой]. М., 1951, с. 203—273.
- Вендетта. Пер. H. М. Гнединой-Надеждиной.-- В кн.: Бальзак О. Собр. соч. В 24-х т. T. 1. Человеческая комедия. Этюды о нравах. Сцены частной жизни. [Ред. О. С. Лозовецкий]. М., 1960, с. 155—227.